# Сари-Єлга
Сари́-Єлга́ (рос. Сары-Елга, башк. Һарыйылға) — присілок у складі Стерлібашевського району Башкортостану, Росія. Входить до складу Халікеєвської сільської ради.
Населення — 6 осіб (2010; 22 в 2002).
Національний склад:
- татари — 91%